# Вигмэн, Джиллиан
Джиллиан Вигмэн (англ. Gillian Vigman, род. 28 января 1972) — американская актриса, комедиантка и сценарист.

## Биография
Джиллиан Вигмэн родилась в Нью-Джерси, где окончила The Pingry School, а после поступила в Колгейтский университет в Гамильтон, Нью-Йорк, одновременно начиная выступать в одной из комедийных трупп.
Вигмэн получила известность благодаря выступлению в комедийном телешоу MADtv с 2003 по 2004 год. Предметами её пародий становились такие знаменитости как Калиста Флокхарт, Шарлиз Терон и Дженнифер Энистон. После она появилась в нескольких фильмах, таких как «Добро пожаловать, или Соседям вход воспрещён», «Сводные братья» и «Пришельцы на чердаке». Вигмэн сыграла роль жены Брэдли Купера в фильме «Мальчишник в Вегасе» и его сиквеле «Мальчишник 2: Из Вегаса в Бангкок».
На телевидении Вигмэн снялась в недолго просуществовавшем ситкоме «Сыны и Дочери» в 2006 году, а также появилась в сериалах «Как сказал Джим», «Парки и зоны отдыха», «Такая разная Тара», «Блудливая Калифорния» и «Новенькая». В 2010—2011 годах она сыграла роль бывшей жены Джеймса Белуши в сериале «Фишки. Деньги. Адвокаты», а позже появлялась в сериале «Пригород».